# 魔法少女艾莲娜
《魔法少女艾莲娜》（魔法少女えれな ～肉姦淫獄の果てに～）是日本VALKYRIA（わるきゅ～れ）在2009年4月17日發售的十八禁冒險遊戲，2014年12月12日發售DVDPG版。2011年7月8日由VALKYRIA++（わるきゅーれ++）開始發售OVA版共有3話。

## 登场人物
聲優順序：遊戲/OVA
本城艾莲娜（聲：青叶林檎/大空きらり）
身長：156cm　三圍：84/57/85
本作女主角。
本城爱蜜露（聲：陽茉莉/星乃リム）
身長：148cm　三圍：76/54/80
艾蓮娜的妹妹
本城卡莲（聲：静木亚美/マリコ）
身長：162cm　三圍：105/60/90
艾蓮娜和愛蜜露的母親。
本城太陽（聲： /佐藤涼樹）
艾蓮娜和愛蜜露的父親。
（聲： /氷室百合）
宇宙生物。

## 制作人員
- 原画：ぽてころ
- 劇本：和知まどか、プラネットリング

## OVA
OVA版標題是，由VALKYRIA++（わるきゅーれ++）在2011年7月8日開始發售的成人動畫，全部共有3話。

### 各話列表
| 話數   | 標題                 | 發售日        |
| ------ | -------------------- | ------------- |
| Vol.01 | えれな、イキます！   | 2011年7月8日  |
| Vol.02 | えみる、ヤります！   | 2012年4月13日 |
| Vol.03 | えれな、ハジけます！ | 2013年2月22日 |

### 主題歌
- リフトオフ！[5]

作詞/作曲/歌手：薬師るり　編曲：根本克則

### 製作人員
- 原作：わるきゅ～れ[6]
- 監督：西島克彦 （1~2）、木村寛（3）
- 劇本：可動命
- 角色原案：ぽてころ
- 角色設計：櫻井正明
- 作画監督：櫻井正明（1）、PN江古田（1）、大悲龍狂一（1）、服部憲知（2）、小野ユキオ（3）
- 分鏡：西島克彦、堤聖博、中川聡
- 演出：堤聖博
- 色彩設計：井上英子
- 美術監督：糸満昭
- 撮影監督：原田勉之
- 音響監督：中川達人
- 製作人：村上恒一、飯塚智久
- 製作：アニメアンテナ委員会、ヴァルハラ

## 外部連結
- わるきゅ〜れ （页面存档备份，存于）（日語）